# Taenia pisiformis
Taenia pisiformis este un vierme lat parazit ce măsoară 0,6–2 m x 8 mm. Scolexul are rostrum armat cu o coloană dublă de croșete, diferite ca mărime. Gâtul este mai îngust decat scolexul. Proglotele imature sunt mai late decât lungi, iar cele ovigere sunt mai lungi decât late. Marginea posterioară a proglotei o depășește pe cea anterioară, imprimând strobilei un aspect dințat. Porii genitali sunt proeminenți și neregulat alterni; uterul are 8-10 ramuri laterale. Oul este ovoid și măsoară 35-40 x 30-35 micrometri.
Specia parazitează în intestinul subțire la câine și alte canide, iar gazda intermediară este iepurele (forma larvară: Cysticercus pisiformis).